# Bangambi
Bangambi est un village du Cameroun situé dans le département du Noun et la Région de l'Ouest. Il fait partie de l'arrondissement de Bangourain et du groupement de Njintout.

## Population
En 1966-1967, la localité comptait 1 106 habitants, principalement Bamoun et Bororo. Lors du recensement de 2005, on y a dénombré 3 477 personnes.